# 315276 Yurigradovsky
315276 Yurigradovsky è un asteroide della fascia principale. Scoperto nel 2007, presenta un'orbita caratterizzata da un semiasse maggiore pari a 2,2888672 UA e da un'eccentricità di 0,2060670, inclinata di 6,02580° rispetto all'eclittica.